# Yasmeen Al-Dabbagh
Yasmeen Al-Dabbagh, född 22 september 1997 i London, är en saudisk friidrottare. 
Al-Dabbagh utbildade sig vid Jeddah Knowledge School i Jidda. Under studietiden tränade hon bland annat basket, simning, gymnastik och friidrott. Efter grundutbildningen  läste hon nationalekonomi vid Columbia University i New York och utexaminerades år 2019. 
Al-Dabbagh kvalificerade sig för de olympiska sommarspelen i Tokyo vid den saudiska uttagningen i juni 2021 genom att vinna 100 meter på den nya saudiska rekordtiden 13,24 sekunder.
Al-Dabbagh var fanbärare vid öppningsceremonin i Tokyo tillsammans med roddaren Hussein Alireza. I den inledande omgången på 100 meter sprang hon på 13,34 sekunder och tog sig inte vidare till försöken.